# Резолюции Совета Безопасности ООН 1101—1200
Это список резолюций Совета Безопасности ООН с 1101 по 1200, принятых в период с 28 марта 1997 г. по 30 сентября 1998 г.
| Резолюция | Дата             | Голосование                                                  | Вопрос |
| --------- | ---------------- | ------------------------------------------------------------ | --- |
| 1101      | 28 марта 1997    | 14–0–1 (воздержался: Китай)                                  | Создаёт многонациональные силы защиты в Албании во время беспорядков 1997 года                                                     |
| 1102      | 31 марта 1997    | 15–0–0                                                       | Продлевает мандат Контрольной миссии ООН в Анголе III                                                                              |
| 1103      | 31 марта 1997    | 15–0–0                                                       | Увеличивает численность Миссии ООН в Боснии и Герцеговине                                                                          |
| 1104      | 8 апреля 1997    | 15–0–0                                                       | Выдвижение кандидатов в судьи Международного трибунала по бывшей Югославии                                                         |
| 1105      | 9 апреля 1997    | 15–0–0                                                       | Приостанавливает сокращение военного компонента Сил превентивного развёртывания ООН в Македонии                                    |
| 1106      | 16 апреля 1997   | 15–0–0                                                       | Продлевает мандат Контрольной миссии ООН в Анголе III; вывод воинских частей                                                       |
| 1107      | 16 мая 1997      | 15–0–0                                                       | Увеличение числа сотрудников полиции в составе Миссии ООН в Боснии и Герцеговине                                                   |
| 1108      | 22 мая 1997      | 15–0–0                                                       | Продлевает мандат Миссии ООН по проведению референдума в Западной Сахаре                                                           |
| 1109      | 28 мая 1997      | 15–0–0                                                       | Продлевает мандат Сил ООН по наблюдению за разъединением                                                                           |
| 1110      | 28 мая 1997      | 15–0–0                                                       | Продлевает мандат Сил превентивного развёртывания ООН                                                                              |
| 1111      | 4 июня 1997      | 15–0–0                                                       | Продлевает программу «Нефть в обмен на продовольствие» в Ираке                                                                     |
| 1112      | 12 июня 1997     | 15–0–0                                                       | Назначает Карлоса Вестендорпа Верховным представителем по Боснии и Герцеговине                                                     |
| 1113      | 12 июня 1997     | 15–0–0                                                       | Продлён мандат Миссии наблюдателей ООН в Таджикистане                                                                              |
| 1114      | 19 Июня 1997     | 14–0–1 (воздержался: Китай)                                  | Временно продлевает мандат многонациональных сил в Албании                                                                         |
| 1115      | 21 июня 1997     | 15–0–0                                                       | Отказ Ирака предоставить доступ к объектам Специальной комиссии ООН                                                                |
| 1116      | 27 июня 1997     | 15–0–0                                                       | Продлевает мандат Миссии наблюдателей ООН в Либерии                                                                                |
| 1117      | 27 июня 1997     | 15–0–0                                                       | Продлён мандат Вооружённых сил ООН по поддержанию мира на Кипре                                                                    |
| 1118      | 30 июня 1997     | 15–0–0                                                       | Учреждает Миссию наблюдателей ООН в Анголе                                                                                         |
| 1119      | 14 июля 1997     | 15–0–0                                                       | Продлевает мандат Миссии наблюдателей ООН на Превлакском полуострове                                                               |
| 1120      | 14 июля 1997     | 15–0–0                                                       | Продлевает мандат Временной администрации ООН для Восточной Славонии, Бараньи и Западного Срема                                    |
| 1121      | 22 июля 1997     | 15–0–0                                                       | Учреждена медаль Дага Хаммаршельда за миротворческую деятельность                                                                  |
| 1122      | 29 июля 1997     | 15–0–0                                                       | Продлён мандат Временных сил ООН в Ливане                                                                                          |
| 1123      | 30 июля 1997     | 15–0–0                                                       | Учреждает Переходную миссию ООН в Гаити                                                                                            |
| 1124      | 31 июля 1997     | 15–0–0                                                       | Продлен мандат Миссии ООН по наблюдению в Грузии                                                                                   |
| 1125      | 6 августа 1997   | 15–0–0                                                       | Утверждает продолжение Межафриканской миссии по наблюдению за выполнением Бангийских соглашений в Центральноафриканской Республике |
| 1126      | 27 августа 1997  | 15–0–0                                                       | Завершение дел в Международном трибунале по бывшей Югославии судьями, срок полномочий которых истекает                             |
| 1127      | 28 августа 1997  | 15–0–0                                                       | Вводит санкции против УНИТА за несоблюдение Лусакского протокола в Анголе                                                          |
| 1128      | 12 сентября 1997 | 15–0–0                                                       | Продлён мандат Миссии наблюдателей ООН в Таджикистане                                                                              |
| 1129      | 12 сентября 1997 | 14–0–1 (воздержалась: Россия)                                | Продлевает иракскую программу «Нефть в обмен на продовольствие»                                                                    |
| 1130      | 29 сентября 1997 | 15–0–0                                                       | Приостанавливает вступление в силу санкций против УНИТА в Анголе                                                                   |
| 1131      | 29 сентября 1997 | 15–0–0                                                       | Продлевает мандат Миссии ООН по проведению референдума в Западной Сахаре                                                           |
| 1132      | 8 октября 1997   | 15–0–0                                                       | Вводит эмбарго на поставки нефти и оружия в Сьерра-Леоне во время гражданской войны                                                |
| 1133      | 20 октября 1997  | 15–0–0                                                       | Продлевает мандат Миссии ООН по проведению референдума в Западной Сахаре                                                           |
| 1134      | 23 октября 1997  | 10–0–5 (воздержались: Египет, Кения, Китай, Россия, Франция) | Продолжающийся отказ Ирака предоставить доступ к объектам Специальной комиссии ООН                                                 |
| 1135      | 29 октября 1997  | 15–0–0                                                       | Продлевает мандат Миссии наблюдателей ООН в Анголе; вывод воинских частей                                                          |
| 1136      | 6 ноября 1997    | 15–0–0                                                       | Утверждает продолжение Межафриканской миссии по наблюдению за выполнением Бангийских соглашений в Центральноафриканской Республике |
| 1137      | 12 ноября 1997   | 15–0–0                                                       | Вводит санкции и запрет на поездки в Ирак после несоблюдения требований Специальной комиссии ООН                                   |
| 1138      | 14 ноября 1997   | 15–0–0                                                       | Продлён мандат Миссии наблюдателей ООН в Таджикистане                                                                              |
| 1139      | 21 ноября 1997   | 15–0–0                                                       | Продлевает мандат Сил ООН по наблюдению за разъединением                                                                           |
| 1140      | 28 ноября 1997   | 15–0–0                                                       | Продлевает мандат Сил превентивного развёртывания ООН                                                                              |
| 1141      | 28 ноября 1997   | 15–0–0                                                       | Учреждает Гражданскую полицейскую миссию ООН на Гаити                                                                              |
| 1142      | 4 декабря 1997   | 15–0–0                                                       | Продлевает мандат Сил превентивного развёртывания ООН в последний раз                                                              |
| 1143      | 4 декабря 1997   | 15–0–0                                                       | Продлевает иракскую программу «Нефть в обмен на продовольствие»                                                                    |
| 1144      | 19 декабря 1997  | 15–0–0                                                       | Продлевает мандат Миссии ООН в Боснии и Герцеговине, включая Специальные международные полицейские силы                            |
| 1145      | 19 декабря 1997  | 15–0–0                                                       | Создана группа поддержки наблюдателей гражданской полиции в Дунайском регионе                                                      |
| 1146      | 23 декабря 1997  | 15–0–0                                                       | Продлён мандат Вооружённых сил ООН по поддержанию мира на Кипре                                                                    |
| 1147      | 13 января 1998   | 15–0–0                                                       | Продлевает мандат Миссии наблюдателей ООН на Превлакском полуострове                                                               |
| 1148      | 26 января 1998   | 15–0–0                                                       | Условия процесса идентификации на референдуме в Западной Сахаре                                                                    |
| 1149      | 27 января 1998   | 15–0–0                                                       | Продлён мандат Миссии наблюдателей ООН в Анголе                                                                                    |
| 1150      | 30 января 1998   | 15–0–0                                                       | Продлен мандат Миссии ООН по наблюдению в Грузии                                                                                   |
| 1151      | 30 января 1998   | 15–0–0                                                       | Продлён мандат Временных сил ООН в Ливане                                                                                          |
| 1152      | 5 февраля 1998   | 15–0–0                                                       | Продлевает мандат Межафриканской миссии по наблюдению за выполнением Бангийских соглашений                                         |
| 1153      | 20 февраля 1998  | 15–0–0                                                       | Меры по облегчению доставки гуманитарной помощи иракскому народу                                                                   |
| 1154      | 2 марта 1998     | 15–0–0                                                       | Принятие Ираком условий резолюции 687 (1991)                                                                                       |
| 1155      | 16 марта 1998    | 15–0–0                                                       | Продлевает мандат Межафриканской миссии по наблюдению за выполнением Бангийских соглашений                                         |
| 1156      | 16 марта 1998    | 15–0–0                                                       | Отмена нефтяных санкций против Сьерра-Леоне                                                                                        |
| 1157      | 20 марта 1998    | 15–0–0                                                       | Условия присутствия ООН в Анголе                                                                                                   |
| 1158      | 25 марта 1998    | 15–0–0                                                       | Продлевает иракскую программу «Нефть в обмен на продовольствие»                                                                    |
| 1159      | 27 марта 1998    | 15–0–0                                                       | Учреждает Миссию ООН в Центральноафриканской Республике                                                                            |
| 1160      | 31 марта 1998    | 14–0–1 (воздержался: Китай)                                  | Вводит эмбарго на поставки оружия в Союзную Республику Югославия                                                                   |
| 1161      | 9 апреля 1998    | 15–0–0                                                       | Возобновляет международную комиссию по расследованию нарушений эмбарго на поставки оружия в Руанду                                 |
| 1162      | 17 апреля 1998   | 15–0–0                                                       | Направляет военный персонал связи и консультантов по вопросам безопасности в Сьерра-Леоне                                          |
| 1163      | 17 апреля 1998   | 15–0–0                                                       | Продлевает мандат Миссии ООН по проведению референдума в Западной Сахаре                                                           |
| 1164      | 29 апреля 1998   | 15–0–0                                                       | Продлён мандат Миссии наблюдателей ООН в Анголе                                                                                    |
| 1165      | 30 апреля 1998   | 15–0–0                                                       | Учреждена третья судебная палата в Международном трибунале по Руанде                                                               |
| 1166      | 13 мая 1998      | 15–0–0                                                       | Создаёт третью судебную палату в Международном трибунале по бывшей Югославии                                                       |
| 1167      | 14 мая 1998      | 15–0–0                                                       | Продлен мандат Миссии наблюдателей ООН в Таджикистане                                                                              |
| 1168      | 21 мая 1998      | 15–0–0                                                       | Укрепление Специальных международных полицейских сил в Боснии и Герцеговине                                                        |
| 1169      | 27 мая 1998      | 15–0–0                                                       | Продлевает мандат Сил ООН по наблюдению за разъединением                                                                           |
| 1170      | 28 мая 1998      | 15–0–0                                                       | Предотвращение конфликтов и мир и безопасность в Африке                                                                            |
| 1171      | 5 июня 1998      | 15–0–0                                                       | Отменяет эмбарго на поставки оружия правительству Сьерра-Леоне; вводит запрет на поездки                                           |
| 1172      | 6 июня 1998      | 15–0–0                                                       | Осуждает ядерные испытания, проведённые Индией и Пакистаном                                                                        |
| 1173      | 12 июня 1998     | 15–0–0                                                       | Вводит дополнительные санкции против УНИТА в Анголе                                                                                |
| 1174      | 15 июня 1998     | 15–0–0                                                       | Продлевает мандат Миссии ООН в Боснии и Герцеговине                                                                                |
| 1175      | 19 июня 1998     | 15–0–0                                                       | Разрешает государствам поставлять Ираку оборудование, позволяющее ему увеличить экспорт нефти                                      |
| 1176      | 24 июня 1998     | 15–0–0                                                       | Меры против УНИТА в Анголе |
| 1177      | 26 июня 1998     | 15–0–0                                                       | Война между Эритреей и Эфиопией |
| 1178      | 29 июня 1998     | 15–0–0                                                       | Продлён мандат Вооружённых сил ООН по поддержанию мира на Кипре                                                                    |
| 1179      | 29 июня 1998     | 15–0–0                                                       | Урегулирование кипрского спора |
| 1180      | 29 июня 1998     | 15–0–0                                                       | Продлевает мандат Миссии наблюдателей ООН в Анголе; возобновляет вывод военного компонента                                         |
| 1181      | 13 июля 1998     | 15–0–0                                                       | Учреждает Миссию наблюдателей ООН в Сьерра-Леоне                                                                                   |
| 1182      | 14 июля 1998     | 15–0–0                                                       | Продлевает мандат Миссии ООН в Центральноафриканской Республике                                                                    |
| 1183      | 15 июля 1998     | 15–0–0                                                       | Продлевает мандат Миссии наблюдателей ООН на Превлакском полуострове                                                               |
| 1184      | 16 июля 1998     | 15–0–0                                                       | Устанавливает программу наблюдения за судами в Боснии и Герцеговине                                                                |
| 1185      | 20 июля 1998     | 15–0–0                                                       | Продлевает мандат Миссии ООН по проведению референдума в Западной Сахаре                                                           |
| 1186      | 21 июля 1998     | 15–0–0                                                       | Продлевает мандат Сил превентивного развёртывания ООН                                                                              |
| 1187      | 30 июля 1998     | 15–0–0                                                       | Продлён мандат Миссии ООН по наблюдению в Грузии                                                                                   |
| 1188      | 30 июля 1998     | 15–0–0                                                       | Продлён мандат Временных сил ООН в Ливане                                                                                          |
| 1189      | 13 августа 1998  | 15–0–0                                                       | Осуждает террористические акты в Кении и Танзании                                                                                  |
| 1190      | 13 августа 1998  | 15–0–0                                                       | Продлевает мандат Миссии наблюдателей ООН в Анголе; отправка специального посланника                                               |
| 1191      | 27 августа 1998  | 15–0–0                                                       | Выдвижение кандидатов в судьи Международного трибунала по бывшей Югославии                                                         |
| 1192      | 27 августа 1998  | 15–0–0                                                       | Подготовка к суду над двумя ливийцами за взрыв Boeing 747 над Локерби                                                              |
| 1193      | 28 августа 1998  | 15–0–0                                                       | Гражданская война в Афганистане |
| 1194      | 9 сентября 1998  | 15–0–0                                                       | Решение Ирака приостановить сотрудничество с Международным агентством по атомной энергии и Специальной комиссией ООН               |
| 1195      | 15 сентября 1998 | 15–0–0                                                       | Продлён мандат Миссии наблюдателей ООН в Анголе                                                                                    |
| 1196      | 16 сентября 1998 | 15–0–0                                                       | Мониторинг эмбарго на поставки оружия в Африке                                                                                     |
| 1197      | 18 сентября 1998 | 15–0–0                                                       | Сотрудничество между ООН и Организацией африканского единства                                                                      |
| 1198      | 18 сентября 1998 | 15–0–0                                                       | Продлевает мандат Миссии ООН по проведению референдума в Западной Сахаре                                                           |
| 1199      | 23 сентября 1998 | 14–0–1 (воздержался: Китай)                                  | Война в Косово |
| 1200      | 30 сентября 1998 | 15–0–0                                                       | Выдвижение кандидатов в судьи Международного трибунала по Руанде                                                                   |